# Ceratostylis robusta
Ceratostylis robusta är en orkidéart som beskrevs av Joseph Dalton Hooker. Ceratostylis robusta ingår i släktet Ceratostylis och familjen orkidéer. Inga underarter finns listade i Catalogue of Life.